# Стъкснет
Стъкснет (Stuxnet) е компютърен вирус от типа компютърен червей, за който се смята, че е създаден от разузнаванията на Израел и на САЩ като кибероръжие.
Вирусът има изключително сложен механизъм, като се цели към широко разпространени контролери на Siemens, широко използвани в различни индустриални производства по света, включително и в иранската ядрена програма. Тези контролери са програмируеми и в зависимост от предназначението могат да са много различни. Затова в един вирус, който ги атакува, трябва да е точно зададено какви данни трябва да намери и евентуално манипулира.
Stuxnet заразява и компютрите, от които се оперират контролерите (терминал), но го прави по дискретен начин, така че потребителят на терминала да не може да види промените в кода, причинени от вируса.
Вирусът е заразил над 200 000 компютри и е причинил физическото разрушаване на 1000 машини.